# Пригороды и районы (Австралия)
Пригороды и районы (англ. Suburbs and localities) — названия административно-территориальных единиц в Австралии, используемые в основном для почтовой адресации.
С точки зрения почтовой адресации в Австралии нет населённых пунктов, вся страна поделена на пригороды и районы (англ. Suburbs and localities). Термин «район, местность, участок» (англ. locality) используется в сельской местности, а термин «пригород» (англ. suburb) — в городской. Австралийские почтовые индексы тесно связаны с границами районов и пригородов.
Австралийское употребление термина «пригород» (англ. suburb) отличается от общепринятого американского и британского, где он обычно означает меньший, часто отдельный жилой район за пределами большого города, но недалеко от него. Австралийское употребление ближе к американскому или британскому употреблению «район» (англ. district) или «квартал, микрорайон» (англ. neighbourhood), и может использоваться для обозначения любой части города. В отличие от употребления в британском или американском английском, этот термин может включать внутригородские, внегородские и промышленные районы.
В прошлом районы (англ. localities) существовали как неофициальные единицы, но в 1996 году Межправительственный комитет по съемке и картографии и Комитет по географическим названиям в Австралазии (CGNA) решили назвать и установить официальные границы для всех районов и пригородов. Впоследствии начался процесс официального определения их границ и каталогизации. В марте 2006 года этот процесс не был завершён только в Южной Австралии и Северной территории.
В «Бюллетене Австралии» (англ. Gazetteer of Australia) CGNA признаются два типа районов (англ. types of locality): ограниченные, имеющие границу (англ. bounded, LOCB) и неограниченные, не имеющие границы (англ. unbounded, LOCU). К ограниченным населённым пунктам относятся города, деревни, сёла, посёлки, малые города и ненаселенные пункты, а к неограниченным — географические места, повороты и изгибы дорог, перекрёстки, метеорологические станции, названия мест в океане и места для сёрфинга.
Иногда и районы, и пригороды называют в совокупности «адресными районами» (англ. address localities).
В первую очередь, решения о названиях и границах пригородов и районов принимаются местным Советом, в котором они расположены, на основании мнения сообщества. Решения местных органов власти, однако, подлежат утверждению Советом штата по географическим названиям. Иногда границы некоторых пригородов и районов пересекаются с границами двух или более районов местного самоуправления (LGA). В качестве примера можно привести Адамстаун-Хайтс, который находится на территории LGA Ньюкасла и LGA города Лейк-Маккуори, и Вудвилл, который находится в LGA города Мейтленд и LGA Совета Порт-Стивенс. На невключённых территориях районы (англ. localities) определяются соответствующим органом штата.